# 21250 Kamikouchi
21250 Kamikouchi este un asteroid din centura principală de asteroizi.

## Descriere
21250 Kamikouchi este un asteroid din centura principală de asteroizi. A fost descoperit pe 17 decembrie 1995 la Chichibu de Naoto Satō. Asteroidul prezintă o orbită caracterizată de o semiaxă mare de 2,73 ua, o excentricitate de 0,13 și o înclinație de 12,4° în raport cu ecliptica.